# 波尼站 (堪薩斯州)
波尼站（英語：Pawnee Station）為位在美國堪薩斯州波旁縣的非建制地區。

## 歷史
波尼站於1871年設立，當時因鐵路延伸至此站點而設立了此社區。此社區地名取自波尼溪。位在波尼站的郵政局於1871年1月31日開業，之後持續營業直到1945年4月30日歇業。